# Ксави Симонс
Ксави Симонс (хол. Xavi Quentin Shay Simons) је холандски професионални фудбалер који игра на позицији везног игача за РБ Лајпциг и за репрезентацију Холандије.
Рођен у Амстердаму у породици фудбалера Регилија Симонса, који има суринамске корене. Након што се 2005. повукао као активни играч, Регилио је почео да тренира у Холандији.
Према Симонсовим речима, његова мајка Пеги му је дала име по фудбалеру Шавију Ернандезу након што је чула његово име док је гледала меч Барселоне убрзо након рођења њеног сина. Са три године, Шави се са мајком и старијим братом Фаустином преселио у шпански град Рохалес, где су већина становништва били странци. Симонови нису живели добро, Фаустино је рекао Ксавију да је њихова мајка, након што је нахранила децу, често одбијала да сама једе.

## Играчка каријера

### Клубови
Од 2010. тренирао је на фудбалској академији Барселоне, где је важио за једног од најталентованијих играча. Од малих ногу су га посматрали скаути из других клубова, укључујући Челси и Реал Мадрид. У јулу 2019. постало је познато да ће Симонс прећи у француски клуб Пари Сен Жермен након што његов агент Мино Рајола није могао да се договори о новом уговору са Барселоном. Транзиција је названа „сензационалном“, „шокантном“ и „скандалозном“. Новине Марка објавиле су наслов: „ПСЖ је потписао са Шавија Симонса, дијаманта из академији Барселоне.“ По уговору са париским клубом, Симонс ће да зарађује до милион евра годишње.
Упркос чињеници да почетком 2020. Симонс још није играо ни за један клуб на професионалном нивоу, имао је више од 2,4 милиона пратилаца на Инстаграму, а такође је потписао велики спонзорски уговор са Најки. Био је популаран на Инстаграму и пре него што је прешао у париски клуб: у августу 2017. већ је имао више од 400 хиљада претплатника, а видео снимци са његовим учешћем су имали милионе прегледа.
Дана 10. фебруара 2021. дебитовао је у првом тиму Пари Сен Жермена у утакмици Купа Француске против Кана.
Дана 28. јуна 2022. прешао је у холандски клуб ПСВ, потписавши петогодишњи уговор. За клуб је дебитовао 30. јула 2022. у утакмици Суперкупа Холандије против Ајакса, где је фудбалер у 90. минуту постигао свој дебитантски гол за клуб и освојио пехар.
Пари Сен Жермен је 19. јула 2023. активирао опцију откупа Симонса од ПСВ-а, након чега је играч потписао четворогодишњи уговор са париским клубом. Истог дана Симонс је отишао на сезонску позајмицу у немачки клуб РБ Лајпциг. Дана 25. августа, у утакмици Бундеслиге против Штутгарта, постигао је свој први гол за РБ Лајпциг а 3. септембра постигао је свој други гол за клуб против Унион Берлина, који је касније проглашен за погодак месеца у Бундеслиги за септембар.

### Репрезентација
Симонс је 21. октобра 2022. први пут у каријери био укључен у предселекцију репрезентације Холандије. Дана 11. новембра, званично га је позвао главни тренер Луис ван Гал за Светско првенство у фудбалу 2022. у Катару. Најмлађи играч у холандском тиму, Симонс је описан као „донекле изненађујуће укључивање“.  3. децембра је дебитовао у Холандији и на Светском првенству у победи од 3-1 над Сједињеним Државама у осмини финала, поставши најмлађи играч који је наступио у нокаут фази Светског првенства за Холандију.  У четвртфиналу је био неискоришћена замена пошто су Холанђани елиминисани од Аргентине у извођењу пенала.
Симонс је 24. марта 2023. први пут почео за Холандију у њиховој првој утакмици квалификација за Европско првенство 2024. против Француске. Наставио је да учествује у сваком мечу квалификационе кампање за Орање, почевши од седам од осам утакмица Групе Б.
У јуну 2023. године, Симонс је био члан холандског тима за финале УЕФА Лиге нација 2023., почевши од Хрватске у полуфиналу и Италије у плеј-офу за треће место.
Дана 29. маја 2024, Симонс је именован у тим Холандије за УЕФА Еуро 2024. Постигао је свој први међународни гол за сениоре у финалној пријатељској утакмици, победивши Исланд са 4-0 10. јуна. 10. јула постигао је гол у 18. минуту полуфинала против Енглеске.

## Трофеји
Пари Сен Жермен
- Првенство Француске (1) : 2021/22.
- Куп Француске (1) : 2020/21.

ПСВ Ајндховен
- Куп Холандије (1) : 2022/23.
- Суперкуп Холандије (1) : 2022.

РБ Лајпциг
- Суперкуп Немачке (1) : 2023.